# آکسودین
آکسودین (نام علمی: Actinochrysophyceae) نام یک رده از ناجورتاژکان است.